# Sean Solomon

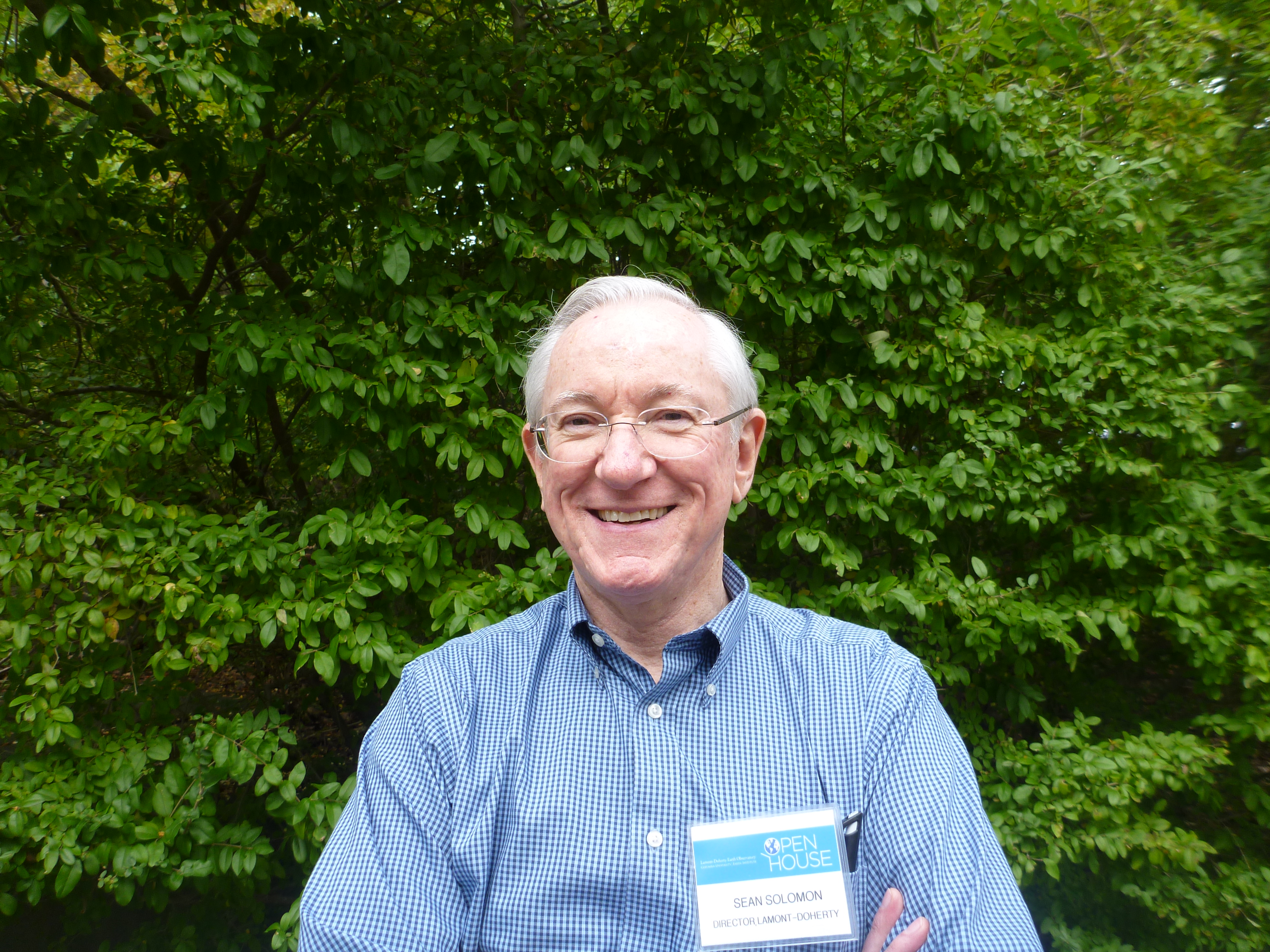
Sean Solomon

Sean Carl Solomon (* 24. Oktober 1945 in Los Angeles) ist ein US-amerikanischer Geophysiker.
Solomon studierte am Caltech mit dem Bachelor-Abschluss 1966 und wurde 1971 am Massachusetts Institute of Technology in Geophysik bei Nafi Toksöz promoviert. Dort war er ab 1972 Assistant Professor und später Professor. 1992 wurde er Direktor der Abteilung Erdmagnetismus an der Carnegie Institution in Washington D. C. 2012 wurde er Direktor des Lamont-Doherty Earth Observatory der Columbia University und William B. Ransford Professor of Earth and Planetary Science.
Er befasst sich mit mariner Geophysik, Seismologie, Planeten-Geologie und Geodynamik und war leitender Wissenschaftler an der MESSENGER-Mission der NASA zum Merkur und war am Mars Global Surveyor, der Magellan Mission zur Venus und Gravity Recovery and Interior Laboratory (GRAIL, Schwervermessung des Mondes) beteiligt. 1998 bis 2008 war er im Rat des NASA Astrobiology Institute.
2012 erhielt er die National Medal of Science. 1996 bis 1998 war er Präsident der American Geophysical Union, deren Fellow er ist. Er ist Fellow der National Academy of Sciences, der American Academy of Arts and Sciences, der Seismological Society of America, der Geological Society of America und der American Association for the Advancement of Science. 1982/83 war er Guggenheim Fellow und 1977 bis 1981 Sloan Research Fellow. 1999 erhielt er den Arthur-L.-Day-Preis und den G. K. Gilbert Award. 2005 erhielt er die Harry H. Hess Medal der American Geophysical Union und er erhielt 2006 den Distinguished Alumni Award des Caltech.
Er ist verheiratet und hat vier Kinder.